# كروموبليكسي
يشير مصطلح كروموبليكسي  (بالإنجليزية: Chromoplexy)‏ إلى فئة من المُراتبات (إعادة ترتيبات) الدنا المعقدة لوحظ وجودها في جينومات الخلايا السرطانية. تم تحديد هذه الظاهرة لأول مرة في سرطان البروستاتا عن طريق السلسلة الجينومية الكاملة لأورام البروستاتا. تسبب كروموبليكسي المادة الوراثية من واحد أو أكثر من الكروموسومات لتصبح أسرع كما يتم كسر العديد من خيوط الحمض النووي وربط بعضها البعض في تكوين جديد. في سرطان البروستاتا، قد يسبب كروموبليكسي أحداث متعددة للجنين داخل دورة خلية واحدة، وتوفير ميزة التكاثر لخلية سرطانية. تحدث عدة طفرات سرطانية في سرطان البروستاتا عن طريق كروموبليكسي، مثل انقطاع الجينات الكابتة للورم بتين أو إنشاء جين الانصهار TMPRSS2-إرغ.
تم استنتاج كرومبلكسي أصلا من خلال تحليل إحصائي لموقع فواصل الحمض النووي عبر الجينوم. ولا يعرف انتشاره عبر السرطانات، لأنه لم يتم تحليل سوى عدد قليل من أنواع الأورام لكروموبليكسي في المطبوعات المنشورة. ومع ذلك، تم الكشف عنها في الغالبية العظمى من 57 أورام البروستاتا تحليل وتم الإبلاغ عنها في الخلايا غير الصغيرة لسرطان الرئة، سرطان الجلد والرأس والرقبة سرطان الخلايا الحرشفية
جنبا إلى جنب مع كروموثريبسيس، ودوران كسر الانصهار، كروموبليكسي هو مثال على كرومواناجنيسيس. مصطلح الصيد للجميع للأحداث التي تولد تشوهات الكروموسومات الهيكلية المعقدة

## الآلية المقترحة
لم يتم تحديد الآلية الكامنة وراء إعادة ترتيب معقدة في كروموبليكسي. وهناك نموذج مقترح هو أن الحمض النووي يجمع معا في مراكز النسخ النووية حيث الجينات عبر الكروموسومات متعددة يتم تنظيمها من قبل عوامل النسخ مثل مستقبلات الاندروجين. هذا الحمض النووي قد تم الحفاظ على فترات عابرة متعددة أثناء النسخ ومجموعات من نهايات الدنا المكسورة قد يكون ليغاتد إلى بعضها البعض في تكوين غير صحيح. 
لم يظهر هذا النموذج تجريبيا. جدارة هي أنه قد تكون مسؤولة عن حقيقة أن كروموبليكسي يبدو أن يسبب فواصل الحمض النووي في مناطق النواة التي يتم نسخها بنشاط وتتوافق مع لونين مفتوح. كما قد يفسر كيف يمكن أن تشارك الحمض النووي من كروموسومات متعددة في إعادة ترتيب معقدة واحدة بسبب التوطين المشترك النووي للجينات من الكروموسومات متعددة في مراكز النسخ. 

## العلاقة مع كروموثريبسيس
كروموبليكسي يشبهه، ولكنه متميز عن كروموثريبسيس، حدث كارثي واحد يسبب «تحطيم» في الكروموسوم:. إن الترسيم الدقيق بين الصبغيات والكروموبليكسي غير واضح، ولكن الفوارق العامة هي
1. كروموبليكسي غالبا ما تنطوي على شرائح من الحمض النووي من كروموسومات متعددة (على سبيل المثال، خمسة أو أكثر)، في حين أن كروموثريبسيس عادة ما تشمل مناطق متفاوتة من واحد أو اثنين من الكروموسومات.[8]
2. مثيل واحد من كروموبليكسي غالبا ما تنطوي على إعادة ترتيب أقل من مئات وصفها في كروموثريبسيس.
3. في سرطانات البروستاتا التي تحتوي على اندماجات الجينات إتس (مثل TMPRSS2-إرغ)، تتجمع نقاط توقف الكروموبلكسي عادة داخل الحمض النووي المكتوب بشكل فعال والكروماتين المفتوح.
4. في حين أن كروموثريبسيس غالبا ما يرتبط مع فقدان الحمض النووي («الحذف»)، مناطق الحمض النووي المفقودة قد تكون أصغر وأقل شيوعا في كروموبليكسي.
5. ومع ذلك، «الجسور الحذف» يمكن أن ينظر في كروموبليكسي التي تمثل الحمض النووي المفقودة عند تقاطعات الانصهار من إعادة ترتيب. في بعض الحالات على الأقل من سرطان البروستاتا، يمكن أن يحدث كروموبليكسي في جولات لاحقة متعددة.[1] وعلى النقيض من ذلك، لم يتم التعرف على العديد من الأحداث المستقلة للكروموثريبسيس في الأورام المنفردة.

## العلاقة بتطور السرطان
وقد اقترح الكروموبليكسي كوسيلة يمكن من خلالها أن تتعرض جينومات السرطان لطفرات تطور من خلال تغيير جينات سرطانية متعددة عبر الجينوم في «ضربة واحدة». على سبيل المثال، في واحد على الأقل ورم البروستاتا، حدث كروموبلكتيك واحد ولدت الانصهار TMPRSS2-إرغ في حين تعطيل الجينات الأخرى الكابتة للورم مثل SMAD4. 